# Pierre Delattre
Pierre Delattre (* 21. Oktober 1903 in Roanne; † 11. Juli 1969 in Santa Barbara (Kalifornien)) war ein US-amerikanischer Romanist, Phonetiker und Fremdsprachendidaktiker französischer Herkunft.

## Leben und Werk
Delattre begann in Frankreich ein Studium der französischen Sprachwissenschaft und Phonetik. 1924 ging er in die Vereinigten Staaten. 1937 promovierte er an der University of Michigan in Ann Arbor mit der Arbeit La durée des e d'un Français. Etude de phonétique experimentale (erschienen u. d. T. La durée des voyelles en français. Etude expérimentale sur la durée des E d’un Français, Paris 1939) und lehrte an der Wayne State University in Detroit, an der University of Michigan, am Middlebury College, sowie von 1941 bis 1946 an der University of Oklahoma. Von 1947 bis 1952 lehrte er an der University of Pennsylvania, von 1953 bis 1963 an der University of Colorado und von 1964 bis zu seinem Tod an der University of California at Santa Barbara, wo er ein Projekt zur Sprachsynthese leitete.

Pierre Delattre war verheiratet mit der Romanistin Geneviève Delattre.

## Werke
- Les difficultés phonétiques du français, Middlebury College, Vermont 1948
- Principes de phonétique française à l’usage des étudiants anglo-américains, Middlebury College, Vermont 1951
- Comparing the phonetic features of English, French, German and Spanish. An interim report, Heidelberg 1965
- Studies in French and comparative phonetics. Selected papers in French and English, Den Haag/London/Paris 1966
- Studies in comparative phonetics: English, German, Spanish and French, hrsg. von Bertil Malmberg, Heidelberg 1981